# Kishanganj (huyện)
Huyện Kishanganj là một huyện thuộc bang Bihar, Ấn Độ. Thủ phủ huyện Kishanganj đóng ở Kishanganj. Huyện Kishanganj có diện tích 1884 ki lô mét vuông. Đến thời điểm năm 2001, huyện Kishanganj có dân số 1294063 người.